# Liste des planètes mineures non numérotées découvertes en mai 2011
Pour un article plus général, voir Liste des planètes mineures non numérotées découvertes en 2011.
Pour un article plus général, voir Liste des planètes mineures.
Cet article dresse la liste des planètes mineures (astéroïdes, centaures, objets transneptuniens et assimilés) non numérotées découvertes en mai 2011 dans l'ordre de leur découverte.
Au 15 janvier 2025, 661 077 des 1 434 993 planètes mineures répertoriées par le Centre des planètes mineures ne sont pas encore numérotées, soit 46,07 %.

## Rappel concernant la désignation provisoire
La désignation provisoire indique l'ordre de découverte de ces objets. En effet, cette désignation est composée de l'année de découverte (par exemple 2011) suivie de la quinzaine (demi-mois) de découverte (p.e. A = 1-15 janvier) puis de l'ordre de découverte dans cette quinzaine. Cet ordre est indiqué par une lettre et éventuellement un chiffre comme suit : A pour la première découverte, B pour la deuxième, ..., Z pour la 25e (le I n'est pas utilisé pour éviter la confusion avec 1), A1 pour la 26e, B1 pour la 27e, etc. , Z1 pour la 50e, A2 pour la 51e, B2 pour la 52e, etc. L'ordre de la numérotation ne suit donc pas l'ordre alphanumérique. 2011 AA1 suit ainsi 2011 AZ et précède 2011 AB1.

## Liste

### Du1erau 15 mai
- 2011 JA
- 2011 JB
- 2011 JD
- 2011 JL
- 2011 JO
- 2011 JW
- 2011 JD1
- 2011 JE1
- 2011 JP1
- 2011 JR1
- 2011 JV1
- 2011 JY1
- 2011 JG2
- 2011 JN2
- 2011 JZ2
- 2011 JC4
- 2011 JX4
- 2011 JM5
- 2011 JN5
- 2011 JQ5
- 2011 JT5
- 2011 JA6
- 2011 JE7
- 2011 JT7
- 2011 JV7
- 2011 JW7
- 2011 JZ7
- 2011 JA8
- 2011 JB8
- 2011 JC9
- 2011 JB10
- 2011 JF10
- 2011 JH10
- 2011 JJ10
- 2011 JR10
- 2011 JU10
- 2011 JV10
- 2011 JW10
- 2011 JZ10
- 2011 JC11
- 2011 JD11
- 2011 JZ12
- 2011 JB13
- 2011 JD13
- 2011 JG13
- 2011 JK13
- 2011 JR13
- 2011 JT13
- 2011 JX13
- 2011 JZ13
- 2011 JE14
- 2011 JH14
- 2011 JK14
- 2011 JV14
- 2011 JC15
- 2011 JD15
- 2011 JG15
- 2011 JN15
- 2011 JS15
- 2011 JZ15
- 2011 JM18
- 2011 JN18
- 2011 JD19
- 2011 JR19
- 2011 JU19
- 2011 JA20
- 2011 JF20
- 2011 JG20
- 2011 JJ20
- 2011 JS20
- 2011 JY20
- 2011 JH21
- 2011 JM21
- 2011 JT21
- 2011 JB22
- 2011 JC22
- 2011 JJ22
- 2011 JL22
- 2011 JT22
- 2011 JZ22
- 2011 JA23
- 2011 JB23
- 2011 JH23
- 2011 JJ23
- 2011 JP23
- 2011 JR23
- 2011 JS23
- 2011 JA24
- 2011 JE24
- 2011 JG24
- 2011 JO24
- 2011 JR24
- 2011 JW24
- 2011 JC25
- 2011 JE25
- 2011 JF25
- 2011 JM25
- 2011 JQ25
- 2011 JC29
- 2011 JO29
- 2011 JP29
- 2011 JW29
- 2011 JR30
- 2011 JW31
- 2011 JY31
- 2011 JA32
- 2011 JD32
- 2011 JW32
- 2011 JL33
- 2011 JX33
- 2011 JD34
- 2011 JF34
- 2011 JG34
- 2011 JK34
- 2011 JL34
- 2011 JM34
- 2011 JN34
- 2011 JP34
- 2011 JS34
- 2011 JU34
- 2011 JV34
- 2011 JW34
- 2011 JX34
- 2011 JZ34
- 2011 JA35
- 2011 JB35
- 2011 JC35
- 2011 JD35
- 2011 JN35
- 2011 JP35
- 2011 JQ35
- 2011 JV35
- 2011 JW35
- 2011 JX35
- 2011 JY35
- 2011 JB36
- 2011 JC36
- 2011 JD36
- 2011 JH36
- 2011 JM36
- 2011 JQ36
- 2011 JT36
- 2011 JU36
- 2011 JY36
- 2011 JD37
- 2011 JG37
- 2011 JL37
- 2011 JP37
- 2011 JQ37
- 2011 JR37
- 2011 JU37
- 2011 JV37
- 2011 JX37
- 2011 JY37
- 2011 JG38
- 2011 JK38
- 2011 JM38
- 2011 JN38
- 2011 JO38
- 2011 JP38
- 2011 JQ38
- 2011 JT38
- 2011 JU38
- 2011 JV38
- 2011 JW38
- 2011 JX38
- 2011 JY38
- 2011 JZ38
- 2011 JA39
- 2011 JB39
- 2011 JE39
- 2011 JF39
- 2011 JH39
- 2011 JK39
- 2011 JL39
- 2011 JN39
- 2011 JP39
- 2011 JQ39
- 2011 JR39
- 2011 JS39
- 2011 JT39
- 2011 JU39
- 2011 JV39
- 2011 JW39
- 2011 JX39
- 2011 JY39
- 2011 JZ39
- 2011 JA40
- 2011 JC40
- 2011 JD40
- 2011 JE40
- 2011 JF40
- 2011 JG40
- 2011 JH40
- 2011 JJ40
- 2011 JL40
- 2011 JM40
- 2011 JN40
- 2011 JO40
- 2011 JP40

### Du 16 au 31 mai
- 2011 KB
- 2011 KE
- 2011 KJ
- 2011 KG1
- 2011 KO1
- 2011 KF2
- 2011 KE3
- 2011 KD4
- 2011 KF4
- 2011 KG4
- 2011 KH4
- 2011 KJ4
- 2011 KL4
- 2011 KL5
- 2011 KO5
- 2011 KW5
- 2011 KE6
- 2011 KA7
- 2011 KE8
- 2011 KF9
- 2011 KK9
- 2011 KN9
- 2011 KK10
- 2011 KM10
- 2011 KQ10
- 2011 KV10
- 2011 KA11
- 2011 KL12
- 2011 KA13
- 2011 KG13
- 2011 KK13
- 2011 KM13
- 2011 KO13
- 2011 KR13
- 2011 KT13
- 2011 KY13
- 2011 KQ14
- 2011 KX14
- 2011 KZ14
- 2011 KC15
- 2011 KE15
- 2011 KJ15
- 2011 KK15
- 2011 KM15
- 2011 KT15
- 2011 KU15
- 2011 KV15
- 2011 KX15
- 2011 KY15
- 2011 KJ16
- 2011 KM16
- 2011 KN16
- 2011 KP16
- 2011 KQ16
- 2011 KR16
- 2011 KU16
- 2011 KV16
- 2011 KY16
- 2011 KZ16
- 2011 KA17
- 2011 KL17
- 2011 KN17
- 2011 KO17
- 2011 KP17
- 2011 KM18
- 2011 KR18
- 2011 KQ19
- 2011 KR19
- 2011 KW19
- 2011 KX19
- 2011 KG20
- 2011 KH20
- 2011 KJ20
- 2011 KX20
- 2011 KY20
- 2011 KE21
- 2011 KH21
- 2011 KB22
- 2011 KD22
- 2011 KP22
- 2011 KS22
- 2011 KH23
- 2011 KV23
- 2011 KM24
- 2011 KQ24
- 2011 KU25
- 2011 KL26
- 2011 KQ26
- 2011 KV26
- 2011 KA27
- 2011 KY27
- 2011 KN29
- 2011 KB30
- 2011 KG32
- 2011 KK32
- 2011 KQ32
- 2011 KC33
- 2011 KE33
- 2011 KO34
- 2011 KU35
- 2011 KX35
- 2011 KZ35
- 2011 KB36
- 2011 KF36
- 2011 KJ36
- 2011 KO36
- 2011 KU36
- 2011 KY36
- 2011 KT37
- 2011 KO38
- 2011 KP38
- 2011 KT38
- 2011 KX38
- 2011 KA39
- 2011 KB39
- 2011 KG39
- 2011 KM39
- 2011 KF40
- 2011 KH40
- 2011 KD41
- 2011 KK41
- 2011 KN41
- 2011 KO41
- 2011 KP41
- 2011 KT41
- 2011 KD43
- 2011 KR43
- 2011 KZ43
- 2011 KF44
- 2011 KT44
- 2011 KZ44
- 2011 KR45
- 2011 KW46
- 2011 KY46
- 2011 KC47
- 2011 KL47
- 2011 KQ47
- 2011 KE48
- 2011 KH48
- 2011 KW48
- 2011 KH50
- 2011 KS50
- 2011 KW50
- 2011 KX50
- 2011 KY50
- 2011 KZ50
- 2011 KD51
- 2011 KH51
- 2011 KK51
- 2011 KL51
- 2011 KM51
- 2011 KN51
- 2011 KO51
- 2011 KQ51
- 2011 KT51
- 2011 KV51
- 2011 KW51
- 2011 KZ51
- 2011 KA52
- 2011 KB52
- 2011 KC52
- 2011 KD52
- 2011 KE52
- 2011 KF52
- 2011 KG52
- 2011 KH52
- 2011 KJ52
- 2011 KU52
- 2011 KY52
- 2011 KA53
- 2011 KC53
- 2011 KD53
- 2011 KN53
- 2011 KT53
- 2011 KY53
- 2011 KZ53
- 2011 KA54
- 2011 KB54
- 2011 KC54
- 2011 KD54
- 2011 KE54
- 2011 KG54
- 2011 KK54
- 2011 KN54
- 2011 KP54
- 2011 KF55
- 2011 KG55
- 2011 KH55
- 2011 KJ55
- 2011 KK55
- 2011 KM55
- 2011 KO55
- 2011 KU55
- 2011 KV55
- 2011 KC56
- 2011 KD56
- 2011 KE56
- 2011 KK56
- 2011 KO56
- 2011 KP56
- 2011 KR56
- 2011 KU56
- 2011 KW56
- 2011 KY56
- 2011 KZ56
- 2011 KA57
- 2011 KB57
- 2011 KK57
- 2011 KM57
- 2011 KO57
- 2011 KR57
- 2011 KY57
- 2011 KA58
- 2011 KB58
- 2011 KC58
- 2011 KD58
- 2011 KE58
- 2011 KF58
- 2011 KG58
- 2011 KH58
- 2011 KJ58
- 2011 KK58
- 2011 KM58
- 2011 KO58
- 2011 KP58
- 2011 KS58
- 2011 KT58
- 2011 KU58
- 2011 KA59
- 2011 KB59
- 2011 KC59
- 2011 KF59
- 2011 KJ59
- 2011 KK59
- 2011 KM59
- 2011 KO59
- 2011 KP59
- 2011 KQ59
- 2011 KR59
- 2011 KS59
- 2011 KT59
- 2011 KU59
- 2011 KV59
- 2011 KX59
- 2011 KY59
- 2011 KZ59
- 2011 KA60
- 2011 KB60
- 2011 KC60
- 2011 KE60
- 2011 KF60
- 2011 KG60
- 2011 KH60
- 2011 KK60
- 2011 KM60
- 2011 KO60
- 2011 KP60
- 2011 KQ60
- 2011 KR60
- 2011 KS60
- 2011 KT60
- 2011 KU60
- 2011 KV60
- 2011 KW60
- 2011 KX60
- 2011 KY60
- 2011 KZ60
- 2011 KA61
- 2011 KB61
- 2011 KC61
- 2011 KD61
- 2011 KE61
- 2011 KF61
- 2011 KG61
- 2011 KH61
- 2011 KJ61